# Spyfall
Spyfall es el estreno de dos partes de la duodécima temporada moderna de la serie británica de ciencia ficción Doctor Who, emitidos originalmente entre el 1 y el 5 de enero de 2020 por BBC One. Fue escrito por el productor ejecutivo Chris Chibnall, dirigido por Jamie Magnus Stone y Lee Haven Jones en su primera y segunda partes, respectivamente.
El episodio está protagonizado por Jodie Whittaker como la Decimotercer Doctor, junto a Bradley Walsh, Tosin Cole y Mandip Gill como sus compañeros Graham O'Brien, Ryan Sinclair y Yasmin Khan respectivamente, y marca el primer regreso de El Amo desde The Doctor Falls en 2017.

## Sinopsis

### Parte 1
Después de las ejecuciones de agentes de inteligencia en todo el mundo, el jefe del MI6, C (Stephen Fry), llama a la Doctor (Jodie Whittaker), Yaz (Mandip Gill), Graham (Bradley Walsh) y Ryan (Tosin Cole) para investigar. El ADN de las víctimas ha sido alterado en algo extraterrestre. Su único líder es Daniel Barton (Lenny Henry), el CEO de una empresa de medios de búsqueda, VOR. Además, la Doctor contacta al Agente O (Sacha Dhawan), a quien se le asignó la tarea de monitorear las actividades extraterrestres antes de ser golpeado por C. C es asesinado por misteriosas formas de vida, mientras que la Doctor y sus compañeros logran escapar.
Mientras Yaz y Ryan investigan a Barton (cuyo ADN descubren que es solo un 93% humano), quien los invita a su fiesta de cumpleaños al día siguiente, Graham y la Doctor encuentran a O en el interior de Australia. En sus investigaciones separadas, ambos grupos se encuentran con las mismas entidades alienígenas luminiscentes, que parecen estar cooperando con Barton. En Australia, la Doctor puede capturar una de las formas de vida que revela su intención de ocupar el universo. Mientras se cuela en la sede de VOR con Ryan, Yaz es atacado por una de esas entidades y transportado a un entorno extraño. El alienígena capturado se libera intercambiando con Yaz, dejándola en la base de O. Ryan es llevado a Australia y se reagrupa con Yaz, Graham y la Doctor.
Junto a O, los cuatro investigan a Barton en su fiesta de cumpleaños. Después de ser confrontado por la Doctor, Barton niega todas las acusaciones y se va enojado a su auto. La Doctor y sus compañeros persiguen a Barton en moto hasta su jet privado. Saltando a bordo del avión, O revela que él es en realidad el Amo, que ha estado en control de Barton y los extraterrestres, una raza conocida como los Kasaavins, todo el tiempo. Barton luego desaparece del asiento del piloto, dejando una bomba en su lugar. El Amo le dice a la Doctor: "Una cosa que debo decirte en los segundos antes de que mueras: todo lo que crees que sabes, es una mentira". El dispositivo detona, destrozando la nariz del avión y enviándolo en picada al suelo. Luego, el Amo logra escapar y dos de los extraterrestres hacen que la Doctor desaparezca del avión, reapareciendo en el mismo entorno en el que se encontraba Yaz, dejando a los demás en el avión que cae.

### Parte 2
En la dimensión de los extraterrestres, la Doctor se encuentra con la pionera en informática Ada Lovelace (Sylvie Briggs) y la agarra de la mano cuando aparece un Kasaavin, que los transporta a una exposición de invención en 1834, donde se encuentran con el Amo. La Doctor se da cuenta de que el Amo no comprende completamente a los Kasaavins cuando le pregunta cómo ella escapó de su dimensión. Ada la lleva a la residencia del polímata Charles Babbage (Mark Dexter), donde la Doctor convoca a un Kasaavin a través de una figura idéntica a la de la oficina de Barton, con la esperanza de regresar al siglo XXI. Ada agarra la mano de la Doctor mientras se desvanece y viajan a París durante la Segunda Guerra Mundial en 1943. Son rescatados por la espía británica Noor Inayat Khan (Aurora Marion), con el Amo haciéndose pasar por un oficial nazi mediante el uso de un filtro de percepción.
La Doctor se encuentra con el Amo en la cima de la Torre Eiffel, donde el Amo revela que hizo que los Kasaavins mataran espías para llamar la atención de la Doctor. También le informa a la Doctor que Gallifrey ha sido destruido. Con la ayuda de Ada y Noor, la Doctor destruye su filtro y pone a los nazis en contra del Amo, mientras roban su TARDIS para regresar al presente. Entretanto, Ryan encuentra instrucciones para aterrizar con seguridad el avión con la ayuda de una grabación realizada por la Doctor. Barton ha convertido a Graham, Yaz y Ryan en personas de interés, los cuales roban uno de los automóviles de Barton y viajan a un almacén donde encuentran a su severa madre. Hablando en una conferencia, Barton revela que el Kasaavin reescribirá el ADN de la humanidad para utilizar su capacidad de almacenamiento como discos duros. El Amo, obligado a vivir el resto del siglo XX sin su TARDIS, llega a tiempo para ver el dispositivo de figurillas activado, solo para que falle después de que la Doctor se entrometa con el dispositivo y expone la traición del Amo, enviando a los Kasaavins a su dimensión junto al Amo, mientras que Barton pide extracción.
Después de haber establecido los medios para que sus compañeros sobrevivan al accidente aéreo, la Doctor regresa a Ada y Noor a sus líneas de tiempo y se borra de sus recuerdos. Más tarde, visita las ruinas de Gallifrey, descubriendo una confesión del Amo sobre cómo destruyó su planeta natal después de darse cuenta de que su comprensión de la historia del Señores del Tiempo era una mentira, mencionando al «niño eterno». Luego, sus compañeros solicitan sin rodeos que la Doctor explique quién es ella. Ella les cuenta lo que cree que es su historia de fondo.

### Continuidad
El «niño eterno» había sido mencionado brevemente en el episodio The Ghost Monument de la temporada anterior, donde los Remanentes se burlaban de la Doctor sobre su conocimiento del niño.
Mientras estaba en la cima de la Torre Eiffel, la Doctor comenta que era "peor que Jodrell Bank". Esta es una referencia al Proyecto Pharos en Logopolis, que fue modelado de acuerdo al observatorio Jodrell Bank.

## Producción

### Desarrollo
"Spyfall" fue escrita por el productor ejecutivo Chris Chibnall. Es el primer episodio de dos partes que no utiliza títulos separados para sus episodios desde El fin del tiempo en 2009 y 2010.
La primera parte se dedicó al exescritor de Doctor Who, Terrance Dicks, quien murió en agosto de 2019.

### Casting
El episodio ve el regreso de Jodie Whittaker como la Decimotercer Doctor para su segunda temporada completa. Bradley Walsh, Tosin Cole y Mandip Gill también repiten sus papeles como Graham O'Brien, Ryan Sinclair y Yasmin Khan, respectivamente.
Lenny Henry y Stephen Fry fueron elegidos en la historia de dos partes, con Henry interpretando a Daniel Barton y Fry como C, el jefe del MI6.
Sacha Dhawan hizo una aparición no anunciada como O, que luego se reveló como El Amo. Dhawan interpretó anteriormente a Waris Hussein, el director de la primera temporada de Doctor Who, en el docudrama de 2013 An Adventure in Space and Time.  Dhawan dijo que había sido notificado del papel en enero de 2019 aproximadamente una semana antes de filmar en Sudáfrica, en el momento en que trabajaba con Peter Capaldi, el actor que había interpretado la encarnación anterior del Doctor, en un obra guionizada. A Dhawan le había resultado difícil mantener una cara seria frente a Capaldi, ya que tenía que mantener su papel en secreto.

### Filmación
Jamie Magnus Stone, quien anteriormente dirigió el miniepisodio del cincuentenario The Last Day, dirigió el primer bloque, que comprendía el primer y quinto episodio de la temporada. La filmación comenzó el 23 de enero de 2019. Lee Haven Jones dirigió el segundo bloque, que comprendía el segundo y el tercer episodio. Múltiples países fueron retratados durante el rodaje en Sudáfrica.

## Emisión y recepción
La primera parte de Spyfall se emitió el 1 de enero de 2020, con la segunda parte el domingo 5 de enero siguiente, en el horario habitual de Doctor Who en BBC One. En cine, fue lanzado en Estados Unidos el 5 de enero.

### Calificaciones
La parte 1 fue vista por 4,88 millones de espectadores, convirtiéndolo en el segundo programa más visto en el día en Reino Unido; en tanto, la segunda parte fue vista por 4,60 millones de espectadores, convirtiéndolo en el quinto programa más visto en el día en Reino Unido. Ambos episodios tuvieron un Índice de Apreciación de Audiencia de 82.

### Recepción crítica
El primer episodio tiene un índice de aprobación del 92% en Rotten Tomatoes y un promedio de 7.58/10 basado en 26 comentarios. El consenso crítico del sitio web dice:

Un traje nuevo, caras nuevas y un espionaje emocionante son lo suficientemente divertidos, pero los momentos finales de la primera parte de Spyfall inspiran esperanza para una nueva temporada absolutamente épica de Doctor Who.

El segundo episodio tiene un índice de aprobación del 77% en Rotten Tomatoes, y un promedio de 7.11/10 basado en 13 revisiones. El consenso crítico del sitio web dice: 

Si bien definitivamente es una buena muestra de todo lo que la Doctor de Whittaker tiene para ofrecer, la segunda parte de Spyfall desciende a la tradición de Doctor Who que no puede evitar sentirse como un paso atrás".